# 스우 고속철도
스우 고속철도(중국어: 石武客运专线)는 중화인민공화국의 우한 역과 스자좡 역을 연결하는 고속철도이다. 징광 고속철도의 중부 구간으로 우한 역에서 우광 고속철도와 직결 운행한다.

## 역사
- 2008년 10월 15일 : 착공.
- 2012년 7월 1일 : 시범 운행 개시.[2]
- 2012년 9월 28일 : 1단계 구간 개통.[3]
- 2012년 12월 26일 : 징스 고속철도 전 구간과 동시에 2단계 구간 개통.

## 역 목록
| 한국어      | 중국어   | 영어           | 영업 거리 (km) | 소재지    |
| ----------- | -------- | -------------- | -------------- | --------- |
| 스자좡 역   | 石家庄   | Shijiazhuang   | 280            | 스자좡 시 |
| 가오이 서역 | 高邑西   | Gaoyi West     | 323            | 스자좡 시 |
| 싱타이 동역 | 邢台东   | Xingtai East   | 384            | 싱타이 시 |
| 한단 동역   | 邯郸东   | Handan East    | 437            | 한단 시   |
| 안양 동역   | 安阳东   | Anyang East    | 496            | 안양 시   |
| 허비 동역   | 鹤壁东   | Hebi East      | 542            | 허비 시   |
| 신샹 동역   | 新乡东   | Xinxiang East  | 595            | 신샹 시   |
| 정저우 동역 | 郑州东   | Zhengzhou East | 663            | 정저우 시 |
| 쉬창 동역   | 许昌东   | Xuchang East   | 744            | 쉬창 시   |
| 뤄허 서역   | 漯河西   | Luohe West     | 799            | 뤄허 시   |
| 주마뎬 서역 | 驻马店西 | Zhumadian West | 864            | 주마뎬 시 |
| 밍강 동역   | 明港东   | Minggang East  | 917            | 신양 시   |
| 신양 동역   | 信阳东   | Xinyang East   | 960            | 신양 시   |
| 샤오간 북역 | 孝感北   | Xiaogan North  | 1,024          | 샤오간 시 |
| 헝뎬 동역   | 横店东   | Hengdian East  | 공사중         | 우한시    |
| 우한 역     | 武汉     | Wuhan          | 1,136          | 우한시    |

## 같이 보기
- 징스 고속철도
- 우광 고속철도
- 광선강 고속철도